# (6582) Flagsymphony
(6582) Flagsymphony (1981 VS) – planetoida z pasa głównego asteroid okrążająca Słońce w ciągu 4,63 lat w średniej odległości 2,78 j.a. Odkryta 5 listopada 1981 roku.